# بيتر دبليو. فوربس
بيتر دبليو. فوربس (بالإنجليزية: Peter W. Forbes)‏ هو سياسي أمريكي، ولد في 23 نوفمبر 1850 في جزيرة الأمير إدوارد في كندا.